# Каравласи
Каравласи, познати још и као Црни Власи или Коритари, етничка су група која живи на територији Републике Српске, а припада групи Рома која је свој првобитни језик замијенила румунским језиком. Претежно живе на територији града Бијељине и општина Власеница и Лакташи. Говоре српским и румунским језиком, а искључиво су православне вјероисповјести. Каравласи немају признат статус националне мањине у Републици Српској, па сходно томе немају представнике и делегате у Савјету националних мањина и Савезу националних мањина.

## Етимологија
Име „Каравлах” значи „Црни Влах” и означава људе из јужне Румуније (Каравлашке). Каравласи тај назив не сматрају уврједљивим и он је општи за све њих. Народи који их окружују (Срби, Хрвати и Муслимани) за њих чешће користе назив „Калавраси”, који је локализам створен метатезом гласова у једној ријечи.
„Коритари” је назив који су добили Каравласи који су населили подручје Славоније, а добили су га по свом занимању прављењу корита.

## Историјат
Каравласи су дуго времена провели на подручју у коме је румунско становништво било већинско, те су они као малобројнији народ били изложени романизацији (румунизацији). Као компактна етничка група Каравласи су населили сјевероисточну Босну и Славонију. Разлози миграције Каравлаха могу се свести на политичко и економско стање у Влашкој током 18. вијека. Положај сељака се јасно види из изјаве румунског академика Когалнићеануа: „До године 1746. били су сељаци у кнежевини Влашкој и Молдаавији робови и могли су се продават као и Цигани”. Најгоре стање у овим земаљама било је када су на власт дошли фанариоти (1710—1821).
Теодор Филипеску, Румун по националној припадности, међу првима је вршио истраживања о Каравласима у Босни, стално је покушавао да докаже румунско поријекло Каравласа. Да би то доказао у својим радовима упоређивао је живот, језик и обичаје Каравлаха са сличним материјалом из Влашке. Међутим још тада му је скренута пажња на ромско поријекло Каравлаха, односно јаку ромску примјесу.
На територији западног дијела Републике Српске, најзначајније насеље Каравлаха је село Деветина које се налази на граници општина Лакташи и Прњавор. На имања која су 1946. оставили Пољаци, недалеко од прњаворског села Хрваћани, враћајући се на основу међудржавног споразума у матичну Пољску, доселили су нови, тамнопути људи. Били су то први Каравласи пристигли на бањалучку регију. Стигли су из околине Сарајева, из села Конџуле и на новом локалитету изградили првих девет кућа. По томе је село Деветина, удаљено два километра од Хрваћана, добило име. Први каравлашки досељеници затекли су у Деветини уређена домаћинства, која су те, 1946. напустили овдашњи Пољаци. Једна од карактеристика каравлашког народа, јесте то да надгробне споменике украшавају сликама из живота, па се тако каравлашка гробља разликују од осталих православних гробаља. На надгробним споменицима код Каравлаха, могуће је видјети разне мотиве из свакодневног живота, попут кућа, аутомобила, приказа читаве породице. Слике на надгробним споменицима су углавном посљедње жеље преминулих о изгледу сопствених споменика.
У семберској регији, Каравласи насељавају села Батковић и Модран. Према истраживањима о животу Каравлаха средином 20. вијека забиљежено је да се Каравласи у семберским селима Батковић и Модран углавном баве земљорадњом као главним занимањем и то већ пуних шест деценија, док су се у својој прошлости претежно бавили израдом дрвеног посуђа. Данас у селу Батковић живи велики број Каравлаха у око двјеста кућа, а међу њима је и око тридесетак породица њихових сународника, који су почетком Одбрамбено-отаџбинског рата избјегли из села Маоче на обронцима Мајевице. Батковљански Каравласи поодавно су престали да обрађују дрво. Многи од њих су се бавили музиком, а средином прошлог вијека отишли су на рад у Шведску и нешто мање у Аустрију и Немачку. Највећа скупина их је у Гетеборгу у Шведској. У Батковићу су изградили најсавременије куће, а обрадиву земљу су — због запослења у иностранству — дали сусједима, батковљанским пољопривредницима у закуп. Каравласи у Семберији били су увијек на добром гласу — честити и поштени људи, вриједни и искрени. Већина их слави крсну славу Свету Петку, а мањи број Светог Николу и Светог Георгија. Каравласи, су православне вјере, па је та њихова двојезичност довела до забуне о етничком идентитету. Наиме, Каравласи, староседеоци у Батковићу, имају тројни етнички идентитет. Изјашњавају се као Каравласи, али и као Румуни и Срби. Каравласи из Маоче у међусобном разговору користе искључиво румунски језик, а у разговору са осталим народима српски језик, па се изјашњавају и као Румуни и као Каравласи. Тако им је језик, уз религију и два вијека заједничког живота са Србима у Семберији, имао кључну улогу у формирању идентитета Каравлаха у Батковићу.
Каравласи данас живе само на територији Републике Српске, јер су током Одбрамбено-отаџбинског рата у периоду од 1992—1995. морали напустити своје домове који су били под контролом муслиманске Армије Републике Босне и Херцеговине, првенствено због своје православне вјероисповијести и велике културне сличности са српским народом. Средином прошлог вијека присуство Каравлаха забиљежено је у селу Маоча, које данас административно припада Брчко Дистрикту.

## Религија
Сви Каравласи су православне вјероисповјести. Каравласи, као и већински народ Републике Српске, Срби, вијерници су Српске православне цркве.

## Удружења
У Републици Српској, постоји једно удружење, које окупља припаднике каравлашког народа. То је Удружење грађана националне мањине Каравлаха у Деветини, насељеном мјесту које припада Општини Лакташи.

## Распрострањеност
По попису становништва 2013. у Босни и Херцеговини, а према подацима које је издала Агенција за статистику Босне и Херцеговине у Републици Српској живјело је 69 Каравлаха., док је на територији Федерације БиХ пописано 5 Каравлаха.